# Middle Barachois
De Middle Barachois (Engels: Middle Barachois River) is een 49 km lange rivier die zich in het zuidwesten van het Canadese eiland Newfoundland bevindt. 

## Verloop
De rivier vindt zijn oorsprong in Bunnys Pond, een van de duizenden meren in het Newfoundlandse binnenland. De Middle Barachois stroomt vanaf daar onafgebroken in noordwestelijke richting vanuit de Long Range richting de zee. In de vlakkere kustregio stroomt hij onderdoor de Trans-Canada Highway (NL-1). Zo'n 7 km verder mondt de rivier op het grondgebied van Bay St. George South uit in St. George's Bay, met langsheen dat laatste deel van haar loop twee dorpen: Cartyville en McKay's.
De Robinsons mondt slechts 800 meter ten noorden van de Middle Barachois uit in de baai. De monding van beide rivieren is een barachois.

## Zalmen
Middle Barachois Brook is een van de tientallen Newfoundlandse rivieren die Atlantische zalmen jaarlijks gebruiken voor hun paaitrek.